# مایکل دانته
مایکل دانته (انگلیسی: Michael Dante؛ زادهٔ ۲ سپتامبر ۱۹۳۱) هنرپیشه سینما و تلویزیون، مجری رادیو و بازیکن سابق بیسبال اهل ایالات متحده آمریکا است. او از سال ۱۹۵۶ میلادی تاکنون مشغول فعالیت بوده‌است.

## گزیده فیلمشناسی
از فیلم‌ها یا برنامه‌های تلویزیونی که وی در آن نقش داشته‌است می‌توان به آثار زیر اشاره کرد.
- قفس (فیلم ۱۹۸۹) (۱۹۸۹)
- موشک سری  (۱۹۷۸)
- هارلو (فیلم ماگنا) (۱۹۶۵)
- بوسه عریان (۱۹۶۴)